# Voznica
Voznica (in ungherese Garamrév) è un comune della Slovacchia facente parte del distretto di Žarnovica, nella regione di Banská Bystrica.